# Francisco Lauro
Francisco Lauro (Mola di Bari, Italia, 17 de mayo de 1897 – 12 de agosto de 1960 fue un bandoneonista, compositor y director de orquesta que realizó su actividad artística en Argentina.

## Actividad profesional
Había nacido en Mola di Bari, una localidad italiana de la provincia de Bari, región de Puglia.
Alrededor de 1938 se hizo conocido popularmente porque junto con el pianista Bernardo Blas y el bandoneonista Juan Sánchez Gorio formó una orquesta bajo su dirección que, como trabajaba en un local llamado “Un rincón de Mendoza”, tomó el nombre de Los Mendocinos. Además de sus músico originarios, pasaron por este conjunto Jorge Caldara, Alfredo De Angelis, Eduardo Del Piano y los vocalistas Alberto Ortiz, Luis Mendoza y Argentino Oliver, entre otros.
Sencilla,  con un repertorio de tangos, milongas y valses conocidos y un ritmo bien bailable, por la misma época actuaron en el Café Germinal y debutaron en LR3 Radio Belgrano. Cuando De Angelis para formar su orquesta propia llevándose con él a todos  los integrantes del conjunto, se hacía llamar en los primeros tiempos, Los ex Mendocinos bajo la dirección de Alfredo De Angelis y cuando Blas formó su propio conjunto lo denominó Los Auténticos Mendocinos, pero en definitiva más adelante solo quedó con ese apelativo Lauro con su Sexteto Los Mendocinos.
Hay una figura que se nomina músico figurante, esto es el que estaba en el escenario aparentando ejecutar un instrumento, aunque en realidad no sabía hacerlo o conocía muy poco. Para que su mímica fuera convincente pero no emitiera sonidos, si empuñaba un violín, usaba un arco de cerdas sin pez y si era un bandoneón,  soltaba los tornillos de las cajas armónicas. El motivo de la existencia del figurante podía ser el de aparentar ante los ojos de la concurrencia que había un número de ejecutantes mayor que el real, porque en algunas situaciones –por ejemplo, los bailes de Carnaval- ese era un argumento importante a la hora de atraer al público, y en otros se trataba del director que fingía dirigir al conjunto mientras ejecutaba un instrumento que, posiblemente, sabía tocar pero no con la destreza necesaria para estar al nivel de los demás. Este último era el caso de Lauro, que fingía tocar un bandoneón que al que, por no tener la caja armónica, no se le podían arrancar sonidos, lo que permitió a sus músicos gastarle una broma y un día mientras la orquesta estaba a todo tren, silenciaron de repente sus instrumentos y dejaron a Lauro solo con su mímica.
Astor Piazzolla, después de debutar fugazmente como músico de orquesta con Gabriel Clausi en una sola actuación, se pasó a la de Francisco Lauro que tenía mucho trabajo y la posibilidad de ganar más.
Llegando a grabar para el sello RCA Víctor una veintena de registros entre 1947 y 1952. Si bien tuvo su momento de fama por la música, el mismo también estuvo apoyado en su personaje, y aun superado por este, al punto que eran más conocidas  las anécdotas sobre su persona que los temas que componía. Muy querido por sus colegas, de  muy buen humor, fabricante y contador de chistes que  incluso se burlaban de sus errores y de su forma intrincada de hablar.
Como compositor se recuerdan sus valses Corazón ingrato, Madre no llores, Tú eres mi vida y Una canción a Santiago del Estero, las milongas, Beso gaucho y Milonga brava, los pasodobles Corazón gitano y Gloria de Sevilla, los tangos Lo que no se olvida, Perfidia y Qué performance y la ranchera Hay baile en lo de Doña Juana. 
Falleció el 12 de agosto de 1960.